# 成田富里徳洲会病院
成田富里徳洲会病院（なりたとみさととくしゅうかい）は千葉県富里市にある医療機関である。

## 診療科
出典
- 内科
- 小児科
- 外科
- 整形外科
- 脳神経外科
- 心臓血管外科
- 泌尿器科
- 形成外科
- 循環器内科
- 消化器内科
- 腎臓内科
- 糖尿病・代謝内科
- 血液・腫瘍内科
- 消化器外科
- 呼吸器外科
- 皮膚科
- 麻酔科
- リハビリテーション科
- 放射線科
- 救急科

## 医療機関指定
出典
| 保険医療機関           | 労災指定医療機関         |
| 難病指定医療機関       | 感染症指定医療機関       |
| 生活保護法指定医療機関 | 自立支援医療機関（腎臓） |
| 救急指定医療機関       |                          |

## 認定施設
出典
| 厚生労働省 協力型臨床研修病院指定                | 日本外科学会 外科専門医制度関連施設指定           |
| 日本心血管インターベンション治療学会研修関連施設 | 日本病院総合診療医学会認定施設                    |
| 胸部ステントグラフト実施施設                     | 浅大腿動脈ステントグラフト実施施設                |
| 日本褥瘡学会 受入病院                            | 日本ストーマ・排泄リハビリテーション学会 認定施設 |
| 日本臨床細胞学会 認定施設                        | 日本消化器病学会認定施設                          |
| 循環器専門医研修関連施設                         |                                                   |

## 交通
出典
- JR東日本　成田線　成田　徒歩10分
- 京成電鉄　本線　京成成田　徒歩6分